# Пліснянська сільська рада
Плісня́нська сільська́ ра́да — адміністративно-територіальна одиниця та орган місцевого самоврядування у Зборівському районі Тернопільської області. Адміністративний центр — село Плісняни.

## Загальні відомості
Пліснянська сільська рада утворена в 1939 році.
- Територія ради: 0,86 км²
- Населення ради: 528 осіб (станом на 2001 рік)
- Територією ради протікає річка Мала Стрипа

## Населені пункти
Сільській раді підпорядковані населені пункти:
- с. Плісняни

## Склад ради
Рада складається з 12 депутатів та голови.
- Голова ради:
- Секретар ради: Целеп Ольга Богданівна

### Керівний склад попередніх скликань
| Прізвище, ім'я, по батькові | Основні відомості                                                               | Дата обрання | Дата звільнення |
| --------------------------- | ------------------------------------------------------------------------------- | ------------ | --------------- |
| Кравець Михайло Петрович    | Сільський голова, 1962 року народження, освіта середня спеціальна, безпартійний | 26.03.2006   | 31.10.2010      |
| Кравець Михайло Петрович    | Сільський голова, 1962 року народження, освіта середня спеціальна, безпартійний | 31.10.2010   | 29.05.2014      |

Примітка: таблиця складена за даними сайту Верховної Ради України

### Депутати
За результатами місцевих виборів 2010 року депутатами ради стали:

#### За суб'єктами висування
| Суб'єкт висування | Кількість обраних депутатів | %   |
| ----------------- | --------------------------- | --- |
| Самовисування     | 12                          | 100 |

#### За округами
| № округу | Прізвище, ім'я, по батькові  | Дата визнання обраним | Освіта             | Партійна приналежність | Відомості про обраного депутата                      |
| -------- | ---------------------------- | --------------------- | ------------------ | ---------------------- | ---------------------------------------------------- |
| 1        | Римар Іван Любомирович       | 05.11.2010            | середня            | позапартійний          | пенсіонер                                            |
| 2        | Синюк Марія Ярославівна      | 05.11.2010            | середня            | позапартійна           | тимчасово не працює                                  |
| 3        | Целеп Ольга Богданівна       | 05.11.2010            | середня спеціальна | позапартійна           | Пліснянська сільська рада, секретар                  |
| 4        | Римар Лідія Іванівна         | 05.11.2010            | вища               | позапартійна           | загальноосвітня школа І-ІІ ст. с. Плісняни, вчитель  |
| 5        | Боднар Анатолій Петрович     | 05.11.2010            | середня            | позапартійний          | тимчасово не працює                                  |
| 6        | Панас Ярослав Ярославович    | 05.11.2010            | середня            | позапартійний          | тимчасово не працює                                  |
| 7        | Шибіцька Марія Володимирівна | 05.11.2010            | середня спеціальна | позапартійна           | Пліснянське поштове відділення, начальник            |
| 8        | Боднар Іван Якимович         | 05.11.2010            | середня            | позапартійний          | тимчасово не працює                                  |
| 9        | Цюпа Стефанія Володимирівна  | 05.11.2010            | вища               | позапартійна           | загальноосвітня школа І-ІІ ст. с. Плісняни, вчитель  |
| 10       | Муц Ольга Миколаївна         | 05.11.2010            | вища               | позапартійна           | загальноосвітня школа І-ІІ ст. с. Плісняни, директор |
| 11       | Кравець Петро Михайлович     | 05.11.2010            | середня спеціальна | позапартійний          | тимчасово не працює                                  |
| 12       | Пелих Марія Романівна        | 05.11.2010            | середня спеціальна | позапартійна           | Бібліотека с. Плісняни, завідувач                    |